# Lago Junim
Junim (Junín) é um dos lagos do Peru.

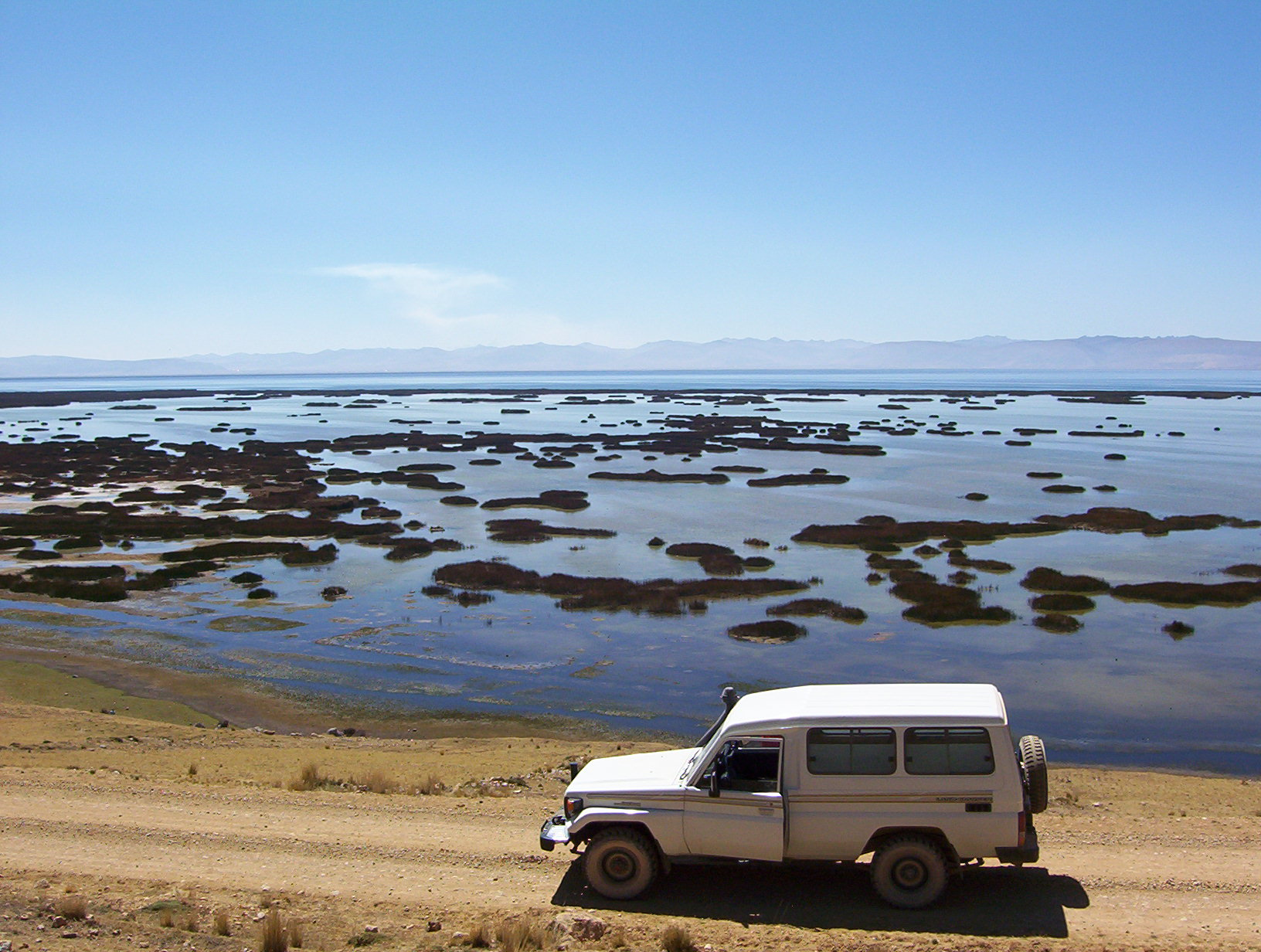
Lago Junim

1. ↑  Paixão, Paulo (Verão de 2021). «Os Nomes Portugueses das Aves de Todo o Mundo» (PDF) 2.ª ed. A Folha — Boletim da língua portuguesa nas instituições europeias. ISSN 1830-7809. Consultado em 13 de janeiro de 2022